# François Toujas
Pour les articles homonymes, voir Toujas.
François Toujas, né le 8 juin 1958 à Saint-André-de-Cubzac (Gironde), est un haut fonctionnaire français. 
Inspecteur général des Affaires sociales, François Toujas préside l’Etablissement français du sang depuis octobre 2012.

## Biographie

### Formation
François Toujas a d’abord été diplômé de l’Institut d’études politiques de Bordeaux en 1979, avant d’être reçu au Capes de sciences économiques et sociales en 1981. Dix ans après, il intègre l’ENA, promotion Léon Gambetta (1991-1993).

### Carrière
D’abord professeur de sciences économiques et sociales en lycée à Bordeaux puis à Montgeron, à Paris, il rejoint l’Inspection générale des affaires sociales (IGAS) à sa sortie de l’ENA en 1993. 
En tant qu’inspecteur général des affaires sociales, il commence par des missions de contrôle portant sur des régimes de retraite complémentaire, sur l’assurance maladie, ou encore sur le fonctionnement d’un centre régional de transfusion sanguine. Il a également été adjoint au chef de l’IGAS pendant deux ans.
En 1997, en mobilité à la Délégation générale à l’emploi et à la formation professionnelle du Ministère du travail, il dirige la mission « Développement de la formation continue » au sein de laquelle il instaure une relation de confiance avec les partenaires sociaux dans le cadre de la commission permanente. 
De retour à l’IGAS, il réalise en 1999 et 2000 deux missions, l’une sur le droit des malades – elle a servi à la préparation de la loi relative aux droits des malades –, l’autre, en liaison avec l’Inspection générale des finances, sur le coût du régime complémentaire géré par des organismes mutualistes.
Puis, il devient le premier directeur général de la Mutuelle des étudiants (LMDE) à sa création en 2000. En 2005, il accède ensuite à la Direction générale de la Mutualité fonction publique services (MFP Services). Il s’investit alors dans la transformation du groupe, en engageant notamment une politique de développement par la recherche de mutualisation d’outils. 

### Président de l’Établissement français du sang
Nommé président de l’Établissement français du sang le 17 octobre 2012 par décret du président de la République, François Toujas a engagé de nombreux chantiers pour accompagner la transformation de l’établissement et en faire une institution au cœur du système de santé de demain.
Il a été reconduit dans ses fonctions de président de l'EFS le 16 octobre 2017, pour un nouveau mandat d’une durée de trois ans. Cette nomination s’inscrit dans le prolongement de ses deux auditions par les commissions des affaires sociales de l’Assemblée nationale et du Sénat les 4 et 11 octobre 2017 au cours desquelles, s’appuyant sur le bilan de ses réalisations au cours des cinq dernières années, il s’est engagé à poursuivre la transformation de l’établissement afin de répondre aux enjeux de la transfusion sanguine de demain, à travers cinq grandes priorités :
- Imaginer et construire la collecte de demain renforçant la place les donneurs au cœur des attentions de l’établissement,
- Introduire davantage de démocratie sanitaire transfusionnelle dans un contexte de mondialisation et de multiplication des risques,
- Contribuer à une meilleure rationalisation des dépenses de santé tout en garantissant les équilibres financiers de l’EFS,
- Mettre l’EFS au cœur de la consolidation de la filière plasma en France,
- Défendre, préserver et promouvoir le modèle éthique français de non-marchandisation du corps humain.